# Особливості національної підлідної ловлі, або Відрив по повній
«Особливості національної підлідної ловлі, або Відрив по повній» — кінофільм режисера Станіслава Мареева, що вийшов на екрани в 2007.

## Зміст
СРСР напередодні розпаду. Двоє друзів сідають у вірну Ниву і відправляються на зимову рибалку. Але трапляється непередбачене - крижина розколюється, а героїв відносить у відкрите море. Шансів на порятунок майже немає - залишається тільки продовжити ловлю і згадати найкращі моменти свого життя.

## Ролі
| Актор                  | Роль                              |
| ---------------------- | --------------------------------- |
| Семен Стругачев        | Зіновій                           |
| Андрій Федорцов        | Антон Голявкін                    |
| Олександр Баширов      | капітан ульот                     |
| Андрій Сігане          | Господар ресторану                |
| Тетяна Аптікеєва       | Аля                               |
| Кіра Крейлис - Петрова | Євгенія Петрівна ( теща Зіновія ) |
| Анастасія Лифанова     | Соня                              |
| Анна Лутцева           | Сапкіна                           |
| Ірина Основіна         | -                                 |
| Сергій Рубеко          | керуючий ресторану                |

## Знімальна група
- Режисер — Станіслав Мареев
- Сценарист — Алла Криницина, Станіслав Мареев
- Продюсер — Федір Попов
- Композитор — Федір Чистяков